# اسماعیل سیباری
اسماعیل سیباری (انگلیسی: Ismael Saibari؛ زادهٔ ۲۸ ژانویهٔ ۲۰۰۱) بازیکن فوتبال اهل مراکش است که برای باشگاه فوتبال پی اس وی آیندهوون بازی می‌کند.
وی همچنین در تیم ملی فوتبال زیر ۲۰ سال مراکش بازی کرده‌است.